# Culpiner See (Naturschutzgebiet)
Der Culpiner See ist ein See und ein Naturschutzgebiet in der schleswig-holsteinischen Gemeinde Mustin im Kreis Herzogtum Lauenburg.

## Naturschutzgebiet
Das rund 30 Hektar große Naturschutzgebiet ist mit der Nummer 159 in das Verzeichnis der Naturschutzgebiete des Ministeriums für Landwirtschaft, Umwelt und ländliche Räume eingetragen. Es wurde 1993 ausgewiesen (Datum der Verordnung: 8. Oktober 1993). Das Naturschutzgebiet ist Bestandteil des FFH-Gebietes „Schaalsee mit angrenzenden Wäldern und Seen“ und des EU-Vogelschutzgebietes „Schaalsee-Gebiet“. Es liegt am Rand des Naturparks Lauenburgische Seen und grenzt direkt an das Biosphärenreservat Schaalsee. Das Naturschutzgebiet ist Teil des Grünen Bandes. Zuständige untere Naturschutzbehörde ist der Kreis Herzogtum Lauenburg.
Das Naturschutzgebiet liegt östlich von Ratzeburg direkt an der Landesgrenze zu Mecklenburg-Vorpommern in einer landwirtschaftlich geprägten Landschaft. Es umfasst den Culpiner See und den ihn umgebenden Uferbereich mit den angrenzenden Hängen, an denen teilweise steile Abbruchkanten ausgebildet sind. Auf den Hangbereichen stocken vielfach Bäume.
Der Culpiner See mit seinen Uferbereichen ist ein regional bedeutendes Brut-, Mauser- und Rastgewässer für verschiedene Vogelarten. Am Culpiner See befand sich eine Kormorankolonie, die jedoch Anfang des 21. Jahrhunderts aufgrund der regelmäßigen Anwesenheit von Seeadlern aufgegeben wurde.